# ليور جنش
ليور جنش هو لاعب كرة قدم إسرائيلي، ولد في 1 أكتوبر 1980 في نتانيا في إسرائيل. لعب مع مكابي نتانيا.